# Johannes von Klenedenst
Johannes von Klenedenst (auch: Kleendienst Kleindienst, Clendenst) (* in Lübeck; † 3. August 1387 ebenda) war als Johannes V. ein deutscher Bischof von Lübeck.

## Leben
Nach einer alten Lübecker Chronik war Klenedenst, vom guten alten Geschlecht geboren. In den Ratsakten von Lübeck erscheinen ein Johann Kleendienst († 1273), Johann Kleindienst († 1311) und ein Harmen (Hermann) Kleendienst († 1338). Die Familie scheint nicht unvermögend gewesen zu sein, da sie Güter in Timmendorfer Strand erworben hatte. Johannes war der Sohn eines Lübecker Bürgers. Von seiner Familie zum geistigen Stand bestimmt, ist er von 1340 bis 1362 als Kanoniker am Lübecker Dom und seit etwa 1363 als Dekan desselben nachweisbar.
1377 wurde er vom Lübecker Domkapitel zum Bischof gewählt. Deshalb fuhr Klenedenst wegen seiner Bestätigung nach Prag, dort erfuhr er, dass der Papst einen anderen zum Bischof ernannt hatte. Dieser war der spätere Bischof Nikolaus I. von Meißen, der in Lübeck zwischen dem 15. August und 8. September angelangt war. Er blieb aber nicht lange in Lübeck, da er am 19. März 1379 das Bistum Meißen erhielt. Unter dessen Nachfolger Konrad von Geisenheim wurde Klenedenst um 1381 Generalvikar und Propst in Lübeck. Nach dessen Tod übernahm Klenedenst 1386 das Amt des Bischofs des Bistums Lübeck. Es war ihm keine lange Amtszeit und Wirkung auf das Lübecker Bistum vergönnt, da er schon im Folgejahr starb.